# Fano-sík

A Fano-sík.

A Fano-sík az egyik legegyszerűbb véges geometriai objektum, mindössze hét pontból és hét egyenesből áll, másodrendű véges projektív sík. Jelölése PG(2,2), ahol a PG a projektív geometria rövidítése, az első kettes a geometriai dimenzió, a második pedig a geometria rendje.

## Homogén koordináták
A Fano-sík a legkisebb projektív sík. A lineáris algebrában a kételemű véges testhez tartozó projektív sík formájában lehet megalkotni.

Dualitás a Fano-síkon. Minden pont egy egyeneshez és minden egyenes egy ponthoz tartozik.

A projektív sík homogén koordinátákkal való létrehozása szerint a Fano-sík pontjait hét, nullától különböző számhármassal lehet megadni: (001), (010), (011), (100), (101), (110), (111). Bármely egyenesen, amelyik a {\displaystyle p} és {\displaystyle q} pontokat tartalmazza, a harmadik pontot a kettejük kettes számrendszerbeli összegeként kaphatjuk meg. Másképpen szólva a Fano-sík a 2 elemű véges test feletti véges háromdimenziós vektortér nem nulla elemeiből áll. Ez alapján a Fano-sík egyfajta Desargues-i sík, bár olyan kicsi, hogy kizárólag degenerált konfigurációi vannak.
A Fano-sík egyenesei megadhatók tehát homogén koordinátákkal, méghozzá nemzéró bináris számokkal. Ennek révén megállapítható, hogy egy pont mikor van rajta egy egyenesen, nevezetesen akkor, ha a pont és az egyenes páros számú közös nemnulla elemmel rendelkezik. Például az (111) pont rajta van az (101) egyenesen, mivel két pozícióban (az elsőben és a harmadikban) mindkettő esetén 1-es jegyet találunk. A sík alatt fekvő geometria szempontjából ezt úgy is megfogalmazhatjuk, hogy a pont rajta van az egyenesen, ha a kettejüket reprezentáló vektorok belső szorzata 0.
A sík egyenesei három osztályba sorolhatóak:
- Azon egyenesek, amik azokat a pontokat tartalmazzák, amikben ugyanott van 0 számjegy. Például az (100) egyenes a (001), (010) és (011) pontokból áll. Hasonlóan kapjuk meg a (010) és a (001) egyeneseket is.
- Három egyenes esetén a pontok két-két jegye megegyezik. Az (110) egyenest például a (001), (110) és (111) pontok alkotják.
- A hetedik egyenes azokat a pontokat tartalmazza, amiknek pontosan két nemzéró jegye van.

## Szimmetriák

A hárombites Gray-kódhoz tartozó permutáció

A Fano-sík hét pontjának azon permutációit, amelyek kollineáris pontokat kollineáris pontokba visznek át, azaz megőrzik a kollinearitást, kollineációnak, illetve a sík automorfizmusainak vagy szimmetriáinak nevezzük. A teljes kollineációcsoport (vagy automorfizmus-csoport, vagy szimmetriacsoport) a PGL(3,2) projektív lineáris csoport, ami jelen esetben megegyezik a PSL(2,7) speciális projektív lineáris csoporttal, és egyben a GL(3,2) lineáris csoporttal is, ami, mivel csak egyetlen zéruseleme van egyenlő PGL(3,2)-vel. A csoport hat konjugált osztályt tartalmaz, minden ciklikus struktúra egyet-egyet magában definiál, az utolsó kettő pedig a 7-ciklusból származtatható:

Az azonosság permutáció egy egyelemű osztályt határoz meg
Két 2-ciklus 21 permutációt definiál
42 permutáció származtatható le egy 4-ciklusból és egy 2-cikluból
Két 3-ciklus hoz létre 56 permutációt
{\displaystyle A\mapsto B}, {\displaystyle B\mapsto C}, {\displaystyle C\mapsto D} és D az A és B egyenesén van.
{\displaystyle A\mapsto B}, {\displaystyle B\mapsto C}, {\displaystyle C\mapsto D} és D az A és C egyenesén van.

A teljes permutációcsoport tehát összesen 168 elemet tartalmaz, ezeket a hárombites Walsh-permutációk között találjuk.
A Pólya-féle leszámlálási tétel szerint a Fano-síkot
{\displaystyle {\frac {1}{168}}\cdot \left(n^{7}+21n^{5}+98n^{3}+48n\right)}
nem egyenértékű módon lehet n színnel kiszínezni.

## Konfiguráció
A Fano-sík a pontok és egyenesek specifikus elrendezéseit tartalmazza, ezek száma éppen 168, a szimmetrikus csoportjának a rendje. Ha az egyes konfigurációk számát megszorozzuk az őket változatlanul hagyó szimmetriák számával, akkor is ezt a rendet kapjuk. Lássuk hát eme nevezetes elrendezéseket!
- A síkon 7 pont van, valamint ezeket összesen 24 szimmetrikus transzformáció hagyja helyben.
- A síkon 7 egyenes és 24 ezeket önmagukba képező szimmetria van.
- A sík pontjai közül 7 módon választhatunk ki négyszöget, amelyek nincs három kollineáris pontja. Ezek a négyszögek a hét vonal komplemensei, és eszerint 24 transzformáció hagyja őket változatlanul. A vonal a négyszög átlója.
- 21 rendezetlen pontpár van, amik kölcsönösen egymásnak szimmetrikus párjai. Ezeket a párokat 8 szimmetria írja le.
- 21 darab, egy pontból és egy egyenesből álló zászló van, amiket összesen 8 szimmetria határoz meg. Mindegyik zászló azonos az azonos vonalon lévő rendezetlen pontpárral.
- 28 háromszög van a síkon, ami egy az egyben azonos a negyedrendű bitangensekkel.[3] Mindegyik háromszöget hat szimmetria rögzít, egy-egy a pontjaik minden permutációjához.
- 28 módon lehet kiválasztani egy pontot és egy rá nem illeszkedő egyenest. Ezek invariábilisek a Fano-sík hat permutációjával szemben. A pont és egyenes páron kívüli pontok egy háromszöget alkotnak.
- 28 olyan hatszög van, amiben három egymást követő pont nincs egy egyenesen, és ezeket hat szimmetria rögzíti.
- 42 rendezett pár van a síkon, amiket 4 szimmetria rögzít. Ezek a párok egymás szimmetrikus párjai.
- 42 olyan négyszög van, aminek csúcsai ciklikusan vannak rendezve. Ezeket négy szimmetria határozza meg, és két ciklikus sorrend van.
- 84 háromszöget lehet meghatározni egy-egy adott ponttal, ezeket két szimmetria erejéig rögzíthetjük.
- 84 olyan ötszög adható meg, aminek nincs három egymást követő kollineáris pontja. Ezek két szimmetria szempontjából fix helyzetűek.
- 168 rendezett ponthármas van, amik háromszöget alkotnak. Ezek mindössze az identitással szemben invariánsak, a rendezettség miatt.

## Csoportelméleti konstrukció
A Fano-sík megfeleltethető a {\displaystyle \left(\mathbf {Z} _{2}\right)^{3}} csoport nem zérus elemeinek. A sík egyenesei a csoport negyedrendű részcsoportjainak feleltethetőek meg, azaz a {\displaystyle \left(\mathbf {Z} _{2}\right)^{2}} csoportnak. E csoport szerkezete a sík konstrukciójánál került felírásra. A sík és a csoport automorfizmus-csoportja megegyezik, és 168 eleme van.

## Blokkrendszer
A Fano-sík megfelel egy szimmetrikus blokkrendszernek, aminek szerkezete 2-(7,3,1). A rendszer pontjai a sík pontjainak felelnek meg, a blokkok pedig az egyeneseknek.

## Matroidelmélet
A Fano-sík a matroidok struktúraelméletének egyik fontos eleme. A Fano-sík mint minor matroid kizárásával olyan lényeges osztályok jellemzése válik lehetővé, mint a reguláris, a grafikus és a kografikus matroidok.
Ha egy egyenest három kétpontos szakaszra bontunk, akkor a "nem-Fano konfigurációt" kapjuk, amit szintén be tudunk ágyazni a síkba. Ez szintén egy fontos kizárandó példa több tétel esetén is.

## Steiner-rendszer
A Fano-sík, mint blokkszerkezet egy Steiner-féle hármas rendszer. Ennek megfelelően egy félcsoportra képezhető le, valamint megfelel az oktoniók egység-félcsoportjának, ha a szorzatok előjelétől eltekintünk.

## Három dimenzióban

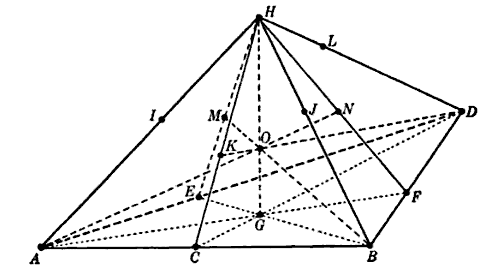
PG(3,2) néhány vonal kihagyásával

A Fano-sík kiterjeszthető a háromdimenziós térbe, így egy projektív teret hozva létre, amit PG(3,2)-ként jelölhetünk. Ebben 15 pont van, amik összesen 35 egyenest határoznak meg, és ezekre 15 sík fektethető, így a legkisebb projektív tér. Ennek az alábbi tulajdonságai vannak:
- Minden pont 7 egyenesen és 7 síkon van rajta.
- Minden egyenest három sík tartalmaz és mindegyiknek három pontja van.
- Minden sík hét pontot és 7 egyenest tartalmaz.
- Minden sík izomorf a Fano-síkkal.
- Bármely két különböző síknak van közös egyenese.
- Egy egyenesnek és egy azt nem tartalmazó síknak pontosan egy közös pontja van.

## Lásd még
- Projektív geometria
- Erdélyi lottó
- Projektív konfiguráció
- Véges geometria

## Fordítás
- Ez a szócikk részben vagy egészben  a   Fano plane című angol Wikipédia-szócikk fordításán alapul.  Az eredeti cikk szerkesztőit annak laptörténete sorolja fel. Ez a jelzés csupán a megfogalmazás eredetét és a szerzői jogokat jelzi, nem szolgál a cikkben szereplő információk forrásmegjelöléseként.